# Campeonato Mundial de Esgrima de 1983
O Campeonato Mundial de Esgrima de 1983 foi a 47ª edição do torneio organizado pela Federação Internacional de Esgrima (FIE) entre 20 de julho a 30 de julho de 1983. O evento foi realizado em Viena, Áustria. 

## Resultados
Os resultados foram os seguintes. 
Masculino
| Evento             | Ouro | Prata                                                                                  | Bronze                                                                                               |
| Espada individual  | Alemanha Ocidental · Elmar Borrmann                                                                        | Suíça · Daniel Giger                                                                   | Itália · Angelo Mazzoni                                                                              |
| Espada por equipe  | França · Olivier Lenglet · Philippe Boisse · Michel Salesse · Jean-Michel Henry                            | Alemanha Ocidental · Alexander Pusch · Elmar Borrmann · Rafael Nickel · Volker Fischer | Itália · Sandro Cuomo · Roberto Manzi · Stefano Bellone · Angelo Mazzoni                             |
| Florete individual | União Soviética · Alexandr Romankov                                                                        | Alemanha Ocidental · Matthias Gey                                                      | Polónia · Marian Sypniewski                                                                          |
| Florete por equipe | Alemanha Ocidental · Harald Hein · Matthias Behr · Klaus Reichert · Frank Beck · Mathias Gey               | Alemanha Oriental · Adrian Germanus · Klaus Kotzmann · Hartmuth Behrens · Jens Howe    | Cuba · Ignacio González · Pedro Hernández Duquesne · Efigenio Favier · Óscar García Pérez            |
| Sabre individual   | Bulgária · Vasil Etropolski                                                                                | Itália · Gianfranco Dalla Barba                                                        | Bulgária · Khristo Etropolski                                                                        |
| Sabre por equipe   | União Soviética · Andrei Alshan · Gueorgui Pogosov · Viktor Krovopuskov · Mijail Burtsev · Jusein Ismailov | Hungria · Imre Bujdosó · Imre Gedővári · György Nébald · György Varga · Imre Abay      | Itália · Giovanni Scalzo · Michele Maffei · Ferdinando Meglio · Gianfranco Dalla Barba · Marco Marin |

Feminino
| Evento             | Ouro                                                                          | ' Prata                                                                                                 | Bronze                                                                        |
| Florete individual | Itália · Dorina Vaccaroni                                                     | Itália · Carola Cicconetti                                                                              | China · Jujie Luan                                                            |
| Florete por equipe | Itália · Dorina Vaccaroni · Carola Cicconetti · Anna Sparaciari · Clara Mochi | Alemanha Ocidental · Cornelia Hanisch · Ingrid Losert · Sabine Bischoff · Ute Wessel · Christiane Weber | Hungria · Edit Kovács · Zsuzsanna Jánosi · Katalin Győrffy · Gertrúd Stefanek |

## Quadro de medalhas
| Ordem | País               | Medalha de ouro | Medalha de prata | Medalha de bronze |    |
| ----- | ------------------ | --------------- | ---------------- | ----------------- | -- |
| 1     | Alemanha Ocidental | 2               | 3                |                   | 5  |
| 2     | Itália             | 2               | 2                | 3                 | 7  |
| 3     | União Soviética    | 2               |                  |                   | 2  |
| 4     | Bulgária           | 1               |                  | 1                 | 2  |
| 5     | França             | 1               |                  |                   | 1  |
| 6     | Hungria            |                 | 1                | 1                 | 2  |
| 7     | Alemanha Oriental  |                 | 1                |                   | 1  |
|       | Suíça              |                 | 1                |                   | 1  |
| 9     | China              |                 |                  | 1                 | 1  |
|       | Cuba               |                 |                  | 1                 | 1  |
|       | Polónia            |                 |                  | 1                 | 1  |
| TOTAL | TOTAL              | 8               | 8                | 8                 | 24 |